# Geschilderde astrild
De geschilderde astrild (Emblema pictum syn. E. picta) is een kleurrijk vogeltje uit de familie van de prachtvinken (Estrildidae).

## Kenmerken
De geschilderde astrild heeft een scharlakenrood voorhoofd, wangen en keel. De bovensnavel is antracietkleurig en de ondersnavel oranje-rood. De rug en vleugels zijn bruin, de staart is donkerbruin. De romp is rood, de borst en de buik zwart, maar de buik is in het midden rood. De flanken zijn sterk wit gevlekt. De geslachten zijn te onderscheiden doordat het vrouwtje geen rood aan de keel en wangen heeft en de witte vlekjes veel fijner zijn. De totale lengte van kop tot puntje van de staart is 10–11 centimeter.

## Verspreiding en leefgebied
De soort is van oorsprong afkomstig uit het noordelijk en noordwestelijk deel van Australië.

## Verzorging
Deze vogel is vrij kostbaar en moet zorgvuldig geacclimatiseerd worden. Hij moet gevoederd worden met geel en wit milletzaad, kanariezaad en groenvoer.
Water, grit en maagkiezel moeten vanzelfsprekend altijd voorhanden zijn.